# Internationella skogsdagen
Internationella skogsdagen är temadagen som inrättades den 21 mars, genom resolution från FN:s generalförsamling den 28 november 2012. Varje år firar och ökar medvetenheten om vikten av alla typer av skogar och träd utanför skogarna till gagn för nuvarande och kommande generationer. Länder uppmuntras att göra ansträngningar för att organisera lokala, nationella och internationella aktiviteter som involverar skogar och träd, såsom trädplantningskampanjer, på Internationella skogsdagen. Sekretariatet för FN:s forum för skogar, i samarbete med livsmedels- och jordbruksorganisationen, underlättar genomförandet av sådana evenemang i samarbete med regeringar, samarbetspartnerskap för skogar och internationella, regionala och subregionala organisationer. Internationella skogsdagen firades för första gången den 21 mars 2013.

## Bakgrund
Varje år försvinner mer än 13 miljoner hektar (32 miljoner tunnland) skogar, ett område som är ungefär storleken på England.  När skogarna försvinner, så försvinner även växter och djurarter som de omfamnar - 80% av all markbunden biologisk mångfald omringas av skogar. Det viktigaste är att skogar spelar en kritisk roll i klimatförändringarna, inklusive global uppvärmning: avskogning resulterar i 12-18 procent av världens koldioxidutsläpp - nästan lika med allt koldioxid från den globala transportsektorn. Lika viktigt, friska skogar är en av världens främsta "kolsänkor".[källa behövs]
Idag täcker skogar mer än 30% av världens mark och innehåller mer än 60 000 trädarter, många som ännu inte identifierats. Skogar tillhandahåller mat, fiber, vatten och mediciner till cirka 1,6 miljarder av världens fattigaste människor, inklusive ursprungsbefolkningar med unika kulturer.[källa behövs]

## Historia
I november 1971 röstade "Statens medlemmar" vid den 16:e sessionen i konferensen för livsmedels- och jordbruksorganisationen för att inrätta "World Forestry Day" den 21 mars varje år. Från 2007–2012 sammankallade Center for International Forestry Research (CIFOR) en serie av sex skogsdagar i samband med årliga möten i FN:s klimatkonferens. CIFOR organiserade dessa evenemang på uppdrag av och i nära samarbete med andra medlemmar i Collaborative Partnership on Forests (CPF). Efter det internationella skogsåret 2011 inrättades den internationella skogsdagen av FN:s generalförsamlingen den 28 november 2012.

### Skogsdag
Katalysatorn för Forest Day var en avslappnad konversation i Oxford i England, i februari 2007, mellan två forskare som ansåg att världen underskattade vikten av skogar för att minska koldioxidutsläppen och såg ett behov av den senaste skogsforskningen och tänkandet för att informera globala beslutsfattare och UNFCCC-förhandlare. De förutsåg inte att konferensen skulle bli en av de mest inflytelserika globala händelserna om skog och klimatförändring idag.

#### Skogsdag 1: Bali, Indonesien (2007)

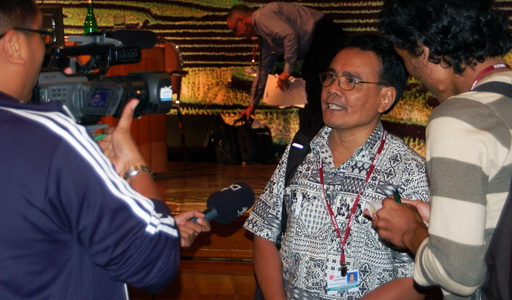
Journalister intervjuar Center for International Forestry Research Scientist Daniel Murdiyarso

Den första skogsdagen var en av de viktigaste händelserna på FN:s ramkonvention om klimatförändring (UNFCCC) för parterna (COP) 13 på Bali i Indonesien den 8 december 2007. Mer än 800 personer deltog i Forest Day, inklusive forskare, medlemmar av nationella delegationer och representanter från mellanstatliga och icke-statliga organisationer.
Ett viktigt inslag i skogsdagen var fyra parallella paneldiskussioner med fokus på tvärgående teman relaterade till skogar och klimatförändringar. Dessa välbesökta diskussioner undersökte frågor som att fastställa baslinjer och metodologiska utmaningar för att uppskatta skogskol ; marknader och utmaningar för styrning i samband med att minska utsläpp från avskogning och skogsnedbrytning (REDD +); anpassning till klimatförändringar; och avvägningar av kapitaleffektivitet.
Områden med samförstånd som framkom av diskussionerna inkluderade följande:
- Även om det finns betydande metodologiska utmaningar som måste övervinnas, är nuvarande metoder "tillräckligt bra" för att fortsätta med utformningen av mekanismer för att minska utsläpp från både avskogning och nedbrytning.
- Styrningsrelaterade utmaningar utgör de största riskerna för både internationella investerare och lokala intressenter i samband med nya mekanismer.
- Mekanismer bör vara enkla och bör inte upprepa misstag med den rena utvecklingsmekanismen.
- Framgången för alla REDD + -mekanismer kommer att bero på den politiska viljan att hantera avskogningens drivkrafter, inklusive förare som har sitt ursprung utanför skogsbrukssektorn.
- Anpassningsinsatserna måste växla från lyhörd till förutseende och bör fokuseras på de mest utsatta, inklusive skogsberoende människor.

#### Skogsdag 2: Poznań, Polen (2008)

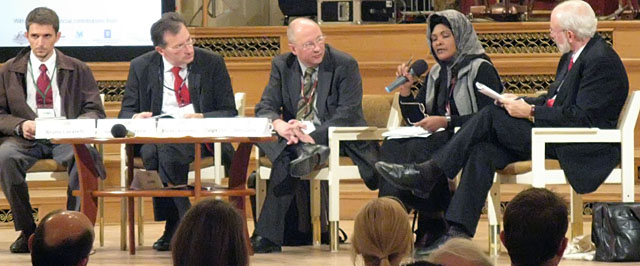
Under plenum 1, organiserad av IUFRO, CIFOR, ICRAF och PROFOR-World Bank, diskuterades det övergripande temat "anpassning av skogar till klimatförändringar." Paneldeltagare inkluderade (LR): Bruno Locatelli, CIFOR; Gerhard Dieterle, Världsbanken ; Markku Kanninen, CIFOR; Balgis Osman-Elasha, IUFRO; och Dennis Garrity, World Agroforestry Center (ICRAF).

Med utgångspunkt i det positiva responsen på den första skogsdagen, skogsdag 2, som hölls i Poznań i Polen, den 8 december 2008, samlades nästan 900 deltagare för att diskutera möjligheterna och utmaningarna för att föra skogar till globala och nationella strategier för anpassning av klimatförändringar och mildring.
Deltagarna betonade den breda betydelsen av skogsekosystem och konstaterade att skogar utgör en beroende väv av djur, växter och mikroorganismer, som tillsammans tillhandahåller ett brett utbud av varor och tjänster utöver kolbindning. Dessa inkluderar biologisk mångfald, regngenerering och produkter som är avgörande för livsförhållandena för lokala skogsberoende och ursprungsbefolkningar såväl som för många lands ekonomier.
De som deltog in erkände vikten av att bygga vidare på den stora kunskap och erfarenhet som finns om hållbar skogsförvaltning (SFM) och uppmanade förhandlare att rådfråga skogsintressenter när de utvecklar klimatpolitik.
Frances Seymour, generaldirektör för CIFOR levererade en sammanfattning av skogsdag 2  till Yvo de Boer, verkställande sekreterare för UNFCCC. Denna sammanfattning utarbetades av en kommitté som företrädde medlemmar i CPF och innehöll samförståndspunkter såväl som punkter av oenighet som uppstod under dagen. Seymour framhöll behovet av att:
- Inkludera skogar i mekanismer och strategier för klimatreducering och anpassning
- Se till att det civila samhället inkluderas och deltar i internationella, regionala, nationella och lokala beslutsprocesser
- Erkänna och respektera rättigheterna för kvinnor, fattiga människor och ursprungsbefolkningar

#### Skogsdag 3: Köpenhamn, Danmark (2009)
Nästan 1500 intressenter deltog i Forest Day 3 som hölls i Köpenhamn i Danmark den 13 december 2009, inklusive 34 givare, regeringsrepresentanter, 88 journalister, 500 icke-statliga representanter, ursprungsledare, 188 företrädare för den privata sektorn och hundratals forskare och skogsbruksexperter. Deras mål var att se till att utformningen och genomförandet av skogsrelaterade klimatreducerings- och anpassningsåtgärder som beaktas i klimatavtalet skulle vara effektiv och rättvis.
Även om UNFCCC inte enades om bindande mål för att minska utsläppen av växthusgaser  uppnåddes betydande framsteg när det gällde att förhandla om konturerna för en REDD + -mekanism. Köpenhamnsavtalet som uppstod var det första internationella avtalet som rekommenderade att finansiella resurser samlas in för att stödja REDD +. Australien, Frankrike, Japan, Norge, Storbritannien och USA erbjöd ett finansieringspaket på 3,5 miljarder US-dollar för REDD + -förberedelser.
Dessutom blev en av indikatorerna på betydelsen av Forest Day - dess förmåga att locka världsledare - tydlig i Köpenhamn. Viktiga talare vid evenemanget inkluderade:
- Rajendra K. Pachauri, ordförande för regeringspanelen för klimatförändringar
- Wangari Maathai, grundare av Green Belt Movement och Nobelpristagare
- Gro Harlem Brundtland, före detta norsk premiärminister
- Hilary Benn, Storbritanniens utrikesminister för miljö, mat och landsbygdsfrågor
- Sir Nicholas Stern, chef för Grantham Research Institute on klimatförändring och miljö.

Tidigare USA:s president Bill Clinton dök upp via video och Nobelprisvinnaren Elinor Ostrom var bland huvudtalarna.

#### Skogsdag 4: Cancún, Mexiko (2010)

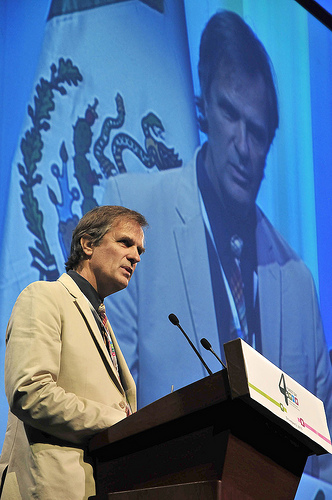
Daniel Nepstad under skogsdag 4, Cancún, Mexiko.

Skogsdag 4 ägde rum den 5 december 2010 i Cancún i Mexiko. Mer än 1 500 personer inklusive över 280 klimatförhandlare deltog.
Temat för skogsdagen 4 var "Time to Act", som lyfte fram brådskan att säkerställa överlevnaden av världens skogar, den biologiska mångfalden de omfamnar och de hundratals miljoner människor som är beroende av dem. Evenemanget fungerade som en bro mellan Internationella året för biologisk mångfald och 2011 års internationella skogsår. Mexikos regering var värd till skogsdag 4, genom National Forestry Commission (CONAFOR), CPF och CIFOR.
President Felipe Calderón Hinojosa berättade i sitt öppningstal på FD4 på plenumet ”... det är dags för oss alla att driva och driva hårt för att fullständigt införliva REDD + i ett långsiktigt internationellt klimatförändringsavtal.” I en passionerad vädjan betonade den mexikanska presidenten också: "Antingen ändrar vi vårt sätt att leva nu, eller så kommer klimatförändring att förändra det för oss."
Keynote-tal av Daniel Nepstad, chef för det internationella programmet vid Amazonas miljöforskningsinstitut och Mirna Cunningham Kain, ordförande för Center for Autonomy and Development of Urgenous Peoples, betonade de kritiska behoven för både sund skogsbruk och klimatförändringsvetenskap och pro- aktivt engagemang med ursprungsbefolkningen och skogsberoende samhällen som de facto och de jure vårdnadshavare av land- och skogsresurser för att säkerställa rättvisa resultat. FN:s generalsekreterare för ekonomi och sociala frågor Sha Zukang gav ett viktigt framåtriktat perspektiv och drog deltagarnas uppmärksamhet på de många fördelarna med skogar och det internationella skogsåret 2011.
Viktiga frågor diskuterade på FD4 inkluderade:
- Utnyttja REDD + för att hantera skogar på ett hållbart sätt och minska fattigdomen: Dagen uppstod ett starkt samförstånd om att riskerna för inga åtgärder för att skydda världens skogar är mycket större än riskerna för att gå vidare med mindre än perfekta avtal.
- REDD + ger ett viktigt och kostnadseffektivt tillfälle att mildra klimatförändringarna: FD4-deltagarna bekräftade att vi genom REDD + kan minska, ta bort och undvika globala utsläpp till rimliga kostnader, så länge vi tar vederbörlig hänsyn till urfolks rättigheter och försörjning lokala samhällen, biologisk mångfald och ekosystemtjänster, samtidigt som de hjälper utvecklingsskogsländer att anpassa sig till klimatförändringar.
- Urbefolkningens och skogsberoende samhällets rättigheter måste skyddas: Gemenskaperna skulle vara mer villiga att engagera sig i REDD + -initiativ om de skulle delta i alla aspekter av REDD + -design och -implementering, om de ges rättigheter till kolet i skogarna, om de spelar en central roll i utformningen av lokala regler, och om REDD + inte tillåter kraftfullare konkurrenter att hota lokala intressen.
- Ytterligare finansiering behövs för att implementera REDD + i skala: Ett avtal om ett robust och förutsägbart system för mobilisering av finansiella resurser från olika källor behövs, främst i utvecklade länder. Detta kommer att behövas för att stimulera och betala för tidiga REDD + -åtgärder i skala, tekniköverföringar, kapacitetsuppbyggnad och utveckling av nationella och subnationella system för övervakning, rapportering och verifiering (MRV), bland andra.
- Bevarande av biologisk mångfald är en förutsättning för att REDD + ska lyckas: Mer än 90 procent av de undersökta FD4-deltagarna sa att biologisk mångfaldsskydd antingen är "väldigt viktigt" eller "väsentligt" för att REDD + ska lyckas, och mer än 95 procent sa att det är viktigt att övervaka samfördelar.
- REDD + och jordbruksförare för avskogning: FD4-deltagare föreslog flera alternativ för att öka intensifieringen av jordbruket samtidigt som de minskade årliga nettot för avskogning inklusive: öka produktionseffektiviteten; främja multifunktionella landskap; leda REDD + -finansiering för att öka effektiviteten i agronomiska metoder; och flytta omfattande produktionssystem till landskap med låga koldioxidutsläpp.
- Främjande av synergier mellan begränsning av klimatförändringar och anpassning över landskap: Mer forskning behövs för att utforska kopplingen mellan anpassning och begränsning i skogar på olika skalor. Två specifika utmaningar - avtal om övervakning, rapportering och verifiering (MRV) och fortsatta förbättringar av skogsstyrningen diskuterades också.
- Stärka kopplingen mellan nationella och subnationella MRV-system för REDD +: Det finns kvar utmaningar för att övervaka skogsnedbrytning och torvutsläpp men dessa kan övervinnas med betydande ytterligare kapacitetsuppbyggnad och tekniköverföring, inklusive tillämpningen av nya tekniker. Exempel inkluderar Googles Earth Engine (demonstrerad av Rebecca Moore, chef för Googles Global Outreach-program innan ClD Plenary of FD4), Open Data Kit och androids för mätningar av skogsbiomassa med samhällen.
- Förbättra redovisningsreglerna för skogsförvaltning i utvecklade länder: En mer omfattande redovisning av skogar kommer att vara fördelaktigt både för klimatet och för skogarna. Deltagarna erkände att detta är en komplex och kontroversiell fråga, men framgång med att nå enighet om nya regler skulle hjälpa till att jämna vägen för enighet om nya åtaganden om utsläppsminskning från utvecklingsländerna under den andra åtagandeperioden i Kyoto-protokollet.
- Framgången för REDD + -strategier och projekt kommer att bero på om de påverkar förvaltningsreformer eller formas av befintliga styrelsefel: utvecklingsländernas förmåga att stärka deras skogsresursers roll för att minska klimatförändringarna är nära kopplade till deras åtagande att styra reformen. Det finns också enorma utmaningar att reformera de inbäddade strukturerna från tidigare dålig styrning. Men legaliteten och legitimiteten för REDD + beror sannolikt på en balans mellan central övervakning och decentraliserat beslutsfattande, tydlig tjänstgöring och transparenta och rättvisa fördelningsfördelningar.
- Förstärkning av UNFCCC:s momentum på skogsbruk och klimatförändringar: En viktig utmaning för COP16 i Cancún är hur befintliga begränsnings- och finansieringslöften som gjorts genom Köpenhamnsavtalet nu kan omvandlas till officiella åtaganden enligt UNFCCC. Detta kan kräva att man överger ”inget är överenskommet förrän allt är överenskommet” den globala strategin för klimatförändringsarkitektur för att säkerställa att ett balanserat kluster av beslut kan fattas i förhandlingsområden som förblir nära enighet. Detta kommer att säkerställa att åtaganden kan översättas till åtgärder 2011.

#### Skogsdag 5: Durban, Sydafrika (2011)
Durban i Sydafrika var värd till 2011 COP 17 från 28 november till 9 december 2011. Skogsdag 5 ägde rum den 4 december 2011 i Durban i Sydafrika. CIFOR sammankallade evenemanget, som var värd för 11 medlemmar av det samarbetspartnerskap för skogar och Sydafrikas regering genom avdelningen för jordbruk, skogsbruk och fiske. Mer än 1100 personer från 82 länder deltog, inklusive 214 officiella förhandlare om klimatförändringar och 65 medieombud.
Temat för skogsdag 5 var "Från policy till praktik", som syftar till att informera COP-agendan och skogens intressenter om sätt att genomföra REDD+ avtalet som skrevs i Cancún 2010 för att producera sociala och miljömässiga fördelar, och integrera skogar i anpassningsstrategier för marken. Arrangörerna uppmärksammade frågor som är relevanta för Afrika söder om Sahara, till REDD+ -frågor som står inför de fuktiga tropiska skogarna i Kongo-bassängen och för förbättrad hantering och användning av Afrikas torra skogsområden.
Kopplingen mellan skogar och livsmedelssäkerhet var också ett av dagens teman. Arrangörerna av skogsdag 5 och jordbruks- och landsbygdsutvecklingsdagen (som hölls den 3 december 2012) samarbetade under månaderna fram till evenemangen för att identifiera möjligheter till kopplingar mellan de två evenemangen. Ett antal gemensamma diskussionsforum, med liknande tema, hölls om klimatsmart jordbruk, jordbruksskog och livsmedelssäkerhet.
Precis som tidigare år lockade Forest Day 5 flera välkända talare. Sammantaget deltog mer än 60 talare och panellister i Forest Day 5, med sex av de tio presentationer framförda av kvinnor.

#### Skogsdag 6: Doha, Qatar (2012)
Doha i Qatar var värd till UNFCCC COP 18 2012 från 26 november till 7 december 2012.  Skogsdag 6 ägde rum på sidan arv COP 18, den 2 till 3 december 2012, och behandlad frågor som sträckte sig från REDD+ finansiering till anpassning, ökenspridning, skogsplantering och skog.

#### Global Landscapes Forum: Warszawa, Polen (2013)
2013 sammanfogades Forest Day med jordbruks- och landsbygdsutvecklingsdagen för att bilda Global Landscapes Forum (GLF), med den första händelsen som hölls i Warszawa i Polen, tillsammans med FN:s klimatkonferens 2013 (COP19).

### Internationella skogsdagen

#### 2013
Den första Internationella skogsdagen "firades över hela världen genom trädplantning och andra evenemang på gemenskapsnivå, inklusive konst, foto och film samt sociala medier." 

#### 2014
År 2014 fokuserade den internationella skogsdagen på "varje individs personliga och unika koppling till skogar", genom en kampanj med titeln "Min skog | Vår framtid". En speciell händelse hölls vid FN:s huvudkontor om "Kvinnor som förändringsagenter för skogar och hållbar utveckling".

#### 2015
2015-temat för den Internationella skogsdagen är "Skogar | Klimat | Förändring".

#### 2016
Temat som valts för att markera Internationella skogsdag 2016 var skogar och vatten.  Skogar är nyckeln till planetens leverans av sötvatten. Över 100 evenemang hölls i 55 länder för att fira dagen.  I Rom, FAO:s högkvarter, hölls en speciell händelse för att lyfta fram skogarnas avgörande roll för att bidra till vatten- och livsmedelssäkerhet.

#### 2017
Tema 2017 för International Day of Forests var "Skogar och energi". FAO:s officiella webbsidor listar 19 evenemang som hölls för att fira IFD 2017.

#### 2018
Temat för den internationella skogsdagen 2018 var "Skogar och hållbara städer".